# Élise Masson
Élise Oscarine Masson, coneguda també amb el seu nom italianitzat d'Elisa Masson, (1820 o 1825 - París, 1867) fou una mezzosoprano francesa.

## Carrera operística
Fou alumna a París del cèlebre tenor i professor de cant Gilbert-Louis Duprez. Durant aquesta etapa d'estudi, Élise va participar ja en concerts, debutant el 1842. Aquell mateix any va ser contractada pel Teatre Nacional de l'Opéra-Comique de París, per tres anys, on va debutar el 23 de gener de 1843, cantant el rol de Camille de l'òpera Zampa del compositor francès Louis Joseph Ferdinand Hérold. Va ser ben rebuda, malgrat que va ser criticada la poca adequació de la seva veu i de la seva interpretació al tipus d'òpera còmica.
En juliol de 1845 va cantar La Favorite de Gaetano Donizetti a la ciutat de Rouen. La temporada 1845-1846 va començar la seva participació en el Gran Teatre de Nantes, situat en la Plaça Graslin, un fet pel qual el teatre és conegut amb el nom de Théâtre Graslin. El seu debut en aquell teatre va tenir lloc el 26 de març de 1846, interpretant el paper d'Odette de l'òpera Charles VI de Jacques Fromental Halévy. En aquella ciutat va interpretar obres sovint, fins a la temporada 1864-1865. El juny de 1847 va debutar a l'Académie Royale de Musique (Òpera de París) amb molt bona crítica, en una representació de l'òpera Charles VI, fent un altre cop el paper d'Odette. Al setembre del mateix any va interpretar al mateix teatre el paper de Leonor de La Favorite, una actuació que molts esmenten com el seu debut, però que en realitat era la seva primera representació d'aquesta òpera en aquest teatre. El 16 de juny de 1848 va estrenar a l'Opéra de Paris l'òpera L'Apparition, amb música de M. Benoit sobre un llibret de Germain Delavigne. El 5 de novembre de 1848 va estrenar al mateix teatre el paper principal de l'òpera Jeanne la folle (Joana la boja, en referència a Joana de Castella) d'Antoine-Louis Clapisson sobre un llibre d'Augustin Eugène Scribe. Per a una millor preparació del paper de boja que havia de fer, volent evitar les excentricitats típiques dels escenaris operístics de la seva època, va decidir visitar l'Hospital de la Salpêtrière de París, que era un hospici i un manicomi. Malgrat no ser ben rebuda pels interns del manicomi, va aconseguir fer-se una imatge de la bogeria més propera a la realitat que l'usual als teatres. La seva decisió de fer una Joana digna i gens esbojarrada va ser l'origen de com es van interpretar aquestes malalties en l'òpera per la resta del segle.
L'any 1849 va començar a aparèixer a altres teatres fora de París. Per exemple, a l'abril va actuar a Nimes i a Bordeus, i al desembre va aparèixer al Teatre de Lió, sempre fent La Favorite. L'any 1851 la premsa comentava el seu retorn a l'Opèra de Paris, en el seu paper estrella, Leonor de La Favorite. En aquell moment era, juntament amb la cantant Pauline Viardot, la mezzosoprano preferida del públic de París. El 1853 va interpretar el rol de la duquessa d'Ostheim en la primera audició de l'òpera Louise Miller de Giuseppe Verdi a l'Académie Impériale de Musique (Òpera de París, el Segon Imperi Francès s'havia instaurat en febrer de 1852). Aquesta òpera, una versió en francès de Luisa Miller, s'havia presentat en la seva versió original en italià a París el desembre de 1852, al Théâtre-Italien, fent el paper de la duquessa la mezzosoprano Constance Nantier-Didiée. Així doncs, Élise Masson va participar en la veritable presentació en francès de l'òpera.
Les seves interpretacions arreu de França van continuar fins que per a la temporada 1855-1856 va marxar a Milà, on actuaria al teatre La Scala. L'anunci de la signatura del contracte amb el teatre milanès va aparèixer a la premsa parisenca el juny d'aquell any. El gener de 1856 va interpretar al teatre l'òpera Le Prophète de Giacomo Meyerbeer, fent el paper de Fidès. Uns mesos més tard, al maig, va tornar a interpretar aquest paper a Verona.
Després de la temporada italiana va arribar a Barcelona, contractada pel Gran Teatre del Liceu. Va fer el seu debut amb La favorita (cantada en italià) el 8 d'octubre de 1857, interpretant en aquella temporada també Lucrezia Borgia de Donizetti (15 d'octubre), Il trovatore de Verdi (18 de novembre), Don Sebastiano (cantada en italià) de Donizetti (19 de desembre), Guglielmo Tell (cantada en italià) de Rossini (1 de febrer de 1858), Il nuovo Mosè (Moïse et Pharaon) de Rossini (16 de març) en la seva estrena al Liceu, Pelagio de Saverio Mercadante en la seva estrena al Liceu (15 d'abril) i l'estrena al Liceu de Il giuramento de Mercadante (4 de maig). A continuació va marxar a Madrid, a la temporada del Teatro Real, començant el 18 d'octubre de 1858 amb Lucrezia Borgia. El 3 de novembre va interpretar la Maddalena de Rigoletto de Verdi, segons la premsa sense gaire fortuna. En aquella mateixa temporada del Real va interpretar també Il trovatore (gener de 1859). El mes de febrer Élise Masson va donar per acabat el seu contracte amb el teatre, marxant de Madrid. No va ser l'única cantant a fer-ho aquell mes. Va tornar a França, on va continuar les actuacions a diferents ciutats. La tardor de 1860 va cantar al Teatro della Pergola de Florència. En 1862 va marxar a l'Havana amb una companyia d'òpera italiana.
La temporada 1864-1865 va acabar la seva carrera escènica al teatre de Nantes. Segons la premsa semblava "cada dia més fatigada, no n'era l'ombre de si mateixa". A l'octubre de 1866, greument malalta, va escriure una carta que va publicar La Comédie el 4 d'abril de 1867, quan la cantant ja era morta: «acabo d'escapar de la mort, he conservat la meva veu; Auber m'assegura que conservaré el meu lloc a París». Va morir a final del mes de març o començament del mes d'abril de 1867, com a conseqüència d'un càncer de mama. Tots els diaris consultats van comentar que havia mort als 42 anys, la qual cosa dona un any de naixement (1825) diferent del que s'indica en algunes enciclopèdies de l'època i actuals (1820).